# 11e division de fusiliers motorisés de la Garde
Pour les articles homonymes, voir 11e division.
La 11e division de fusiliers motorisés de la Garde (russe : 11-я гвардейская мотострелковая дивизия) est une division d'infanterie motorisée de l'Armée soviétique pendant la Guerre froide.
Elle est formée en 1957 à partir de la 7e division mécanisée de la Garde, ancien 7e corps mécanisé de la Garde de la Seconde Guerre mondiale. La division est transformée en base de stockage en 1989 et dissoute en 1992.

## Historique
Le 30 avril 1957, la 11e division de fusiliers motorisés de la Garde (nouveau numéro d'unité militaire 58900) est créée sur la base de la 7e division mécanisée de la Garde. Elle hérite des décorations gagnée par le 7e corps mécanisé de la Garde, à savoir les titres honorifiques Néjine et Kouzbass et l'ordre de Souvorov. Les 24e, 25e et 26e régiments mécanisés sont renommés respectivement 83e, 25e et 85e régiments de fusiliers motorisés de la Garde. Le 84e régiment de chars de la Garde est dissous tandis que le 57e régiment de chars de la Garde rejoint la nouvelle division.
À l'été 1958, la division est transférée à Smolensk et passe à un effectif réduit. Au printemps 1968, elle est transférée à Bezretchnaïa (ru) et Miria (ru) dans le kraï de Transbaïkalie,.
En 1990, la 11e division est réduite et renommée 5890e base de stockage de la Garde. Elle est dissoute en septembre 1992.